# 메드베자
메드베자(세르비아어: Медвеђа, Medveđa)는 세르비아 야블라니차 구에 위치한 도시로, 면적은 524km2, 도시 인구는 4,768명(2011년 기준), 지방 자치체 인구는 7,296명(2011년 기준)이다.
도시 이름은 세르비아어로 "곰"을 뜻하는 단어인 '메드베드'(медвед, medved)에서 유래된 이름이며 도시 이름 또한 "곰의 땅"을 뜻한다.

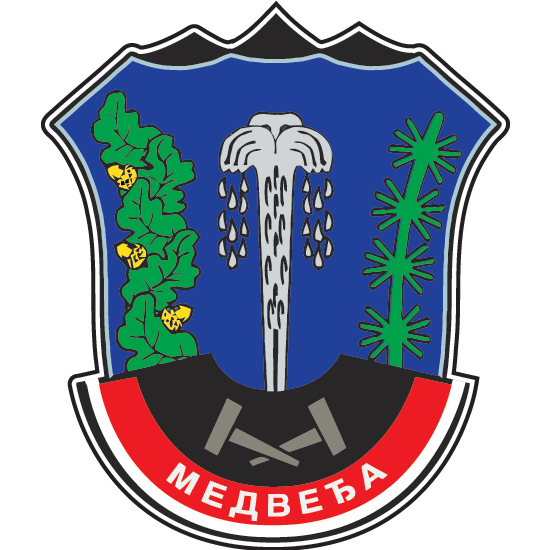
시 문장

## 인구
| 연도  | 인구   | ±% p.a. |
| ----- | ------ | ------- |
| 1948  | 22,478 | —       |
| 1953  | 24,300 | +1.57%  |
| 1961  | 24,244 | −0.03%  |
| 1971  | 20,792 | −1.52%  |
| 1981  | 17,219 | −1.87%  |
| 1991  | 13,368 | −2.50%  |
| 2002  | 10,760 | −1.95%  |
| 2011  | 7,438  | −4.02%  |
| 출처: |        |         |